# L'Ère de l'opulence
L'Ère de l'opulence (The Affluent Society) est un livre de l'économiste canadien John Kenneth Galbraith paru en 1958.
Cet ouvrage a contribué à la diffusion du concept de « société d'abondance (en) » en offrant l'image d'un capitalisme du peuple ayant pu éclore aux États-Unis d'Amérique. Galbraith développe notamment l'idée que la prospérité économique des années 1950 reflète la concrétisation du rêve américain en faveur d'une classe moyenne étendue.
L'œuvre de Galbraith dévoile aussi la manière selon laquelle les États-Unis de l'après deuxième guerre mondiale devenaient riches dans le secteur privé mais demeuraient pauvres dans le secteur public. Les États-Unis manquent d'infrastructures et sont ancrés dans de fortes disparités économiques comme en témoigne le taux de pauvreté qui atteint les 22 % à la fin des années 1950. De plus, la croissance ne résout pas les inégalités et les investissements collectifs ont été négligés.
Avec ce livre, Galbraith est un des premiers à employer le terme de néo-féodalisme. Cela désignait pour lui une politique approfondissant la stratification sociale entre riches et pauvres.